# Colegio Sagrado Corazón (Johannesburgo)
El Colegio Sagrado Corazón (en inglés: Sacred Heart College) es una escuela católica privada en Observatory, Johannesburgo, Gauteng, Sudáfrica. El colegio funciona con un IEB (Independent Examinations Board) un curso de revisión matricial, lo cual ha mantenido una tasa de aprobados del 100% durante los últimos 10 años. Sagrado Corazón tiene una guardería, escuela preescolar, escuela primaria (grados 1-6), la escuela media (grados 7-9) y una escuela secundaria (grados 10 a 12). Hay una escuela Three2Six  (grados 1-6), lo que da a los niños refugiados la oportunidad de obtener una base de Inglés, matemáticas y otros beneficios con el objetivo de cambiarse después a una escuela pública. 